# Lactarius longipilus
Lactarius longipilus é um fungo que pertence ao gênero de cogumelos Lactarius na ordem Russulales. Encontrado em Chiang Mai (província no norte da Tailândia), foi descrito como nova espécie para a ciência em 2010. Os cogumelos foram encontrados a uma altitude de 1 300 metros em uma floresta dominada por Castanopsis spp., Lithocarpus sp. e Pinus kesiya.